# Qualificazioni al campionato mondiale di calcio 2026 - UEFA
Le qualificazioni al campionato mondiale di calcio 2026 organizzate dalla UEFA danno diritto a 16 squadre nazionali affiliate all'UEFA di accedere alla fase finale del campionato mondiale di calcio 2026.

## Squadre partecipanti
54 rappresentative nazionali della UEFA partecipano alle qualificazioni. La Russia è attualmente sospesa a tempo indeterminato dalla partecipazione alle competizioni UEFA e FIFA a causa dell'invasione russa dell'Ucraina del 2022 da parte del proprio Paese, pertanto non partecipa alle qualificazioni.
- Albania
- Andorra
- Armenia
- Austria
- Azerbaigian
- Belgio
- Bielorussia
- Bosnia ed Erzegovina
- Bulgaria
- Cipro
- Croazia

- Danimarca
- Estonia
- Fær Øer
- Finlandia
- Francia
- Galles
- Georgia
- Germania
- Gibilterra
- Grecia
- Inghilterra

- Irlanda
- Irlanda del Nord
- Islanda
- Israele
- Italia
- Kazakistan
- Kosovo
- Lettonia
- Liechtenstein
- Lituania
- Lussemburgo

- Macedonia del Nord
- Malta
- Moldavia
- Montenegro
- Norvegia
- Paesi Bassi
- Polonia
- Portogallo
- Rep. Ceca
- Romania
- San Marino

- Scozia
- Serbia
- Slovacchia
- Slovenia
- Spagna
- Svezia
- Svizzera
- Turchia
- Ucraina
- Ungheria

Esclusa
- Russia (sospesa)

## Formato
Un nuovo formato di qualificazione è stato confermato dal Comitato Esecutivo UEFA durante la riunione a Nyon, in Svizzera, il 25 gennaio 2023. Poiché il numero di posti per le fasi finali della UEFA è stato aumentato da 13 a 16, il formato delle qualificazioni è stato modificato rispetto a quello precedente. La fase a gironi comprenderà dodici gironi da quattro o cinque squadre. La vincitrice di ogni girone si qualificherà per la fase finale del campionato mondiale, mentre le seconde classificate e le quattro squadre col miglior ranking nella UEFA Nations League finite fuori dai primi due posti del proprio girone di qualificazione parteciperanno agli spareggi.

### Sorteggio
Il sorteggio per la fase a gironi si è svolto il 13 dicembre 2024 alle ore 12:00 CET a Zurigo, in Svizzera.
Si è deciso di dividere le 54 nazionali che partecipano alle qualificazioni in dodici gruppi: sei gironi da quattro squadre (gruppi A–F) e sei gironi da cinque squadre (gruppi G–L). Le prime classificate dei 12 gironi si qualificheranno direttamente alla fase finale. I restanti 4 posti verranno assegnati tramite spareggi ("semifinali" e "finali") tra le 12 seconde classificate e 4 formazioni dalla UEFA Nations League 2024-2025.
Le 54 squadre vengono suddivise in cinque fasce in base alla classifica mondiale della FIFA di novembre 2024, dopo la conclusione della fase a gironi della UEFA Nations League 2024-2025. I contenitori da 1 a 4 contengono dodici squadre, mentre il 5 contiene sei squadre. Le seguenti limitazioni sono state applicate con l'assistenza del computer:
- Finaliste della UEFA Nations League: le quattro squadre che partecipano alla fase finale della UEFA Nations League 2024-2025 saranno sorteggiate in un girone con quattro squadre (Gruppi A–F).
- Scontri vietati: per motivi politici le partite tra le seguenti coppie di squadre sono considerate scontri vietati, e perciò le due squadre non vengono inserite nello stesso gruppo: Bielorussia-Ucraina, Gibilterra-Spagna, Kosovo-Bosnia ed Erzegovina e Kosovo-Serbia.
- Luoghi invernali: un massimo di due squadre le cui sedi sono identificate come ad alto o medio rischio di condizioni invernali rigide possono essere inserite in ciascun gruppo: Estonia, Fær Øer, Finlandia, Islanda, Lettonia, Lituania e Norvegia. Fær Øer e Islanda sono identificate ad alto rischio di condizioni invernali rigide, quindi non possono ospitare partite a marzo o novembre, e di conseguenza non possono essere sorteggiate insieme; per le altre sedi viene previsto il minor numero possibile di partite casalinghe a marzo e a novembre.
- Lunghe trasferte: in ogni gruppo è possibile inserire un massimo di una coppia di squadre identificate con una distanza di trasferta eccessiva: Azerbaigian con Gibilterra, Islanda e Portogallo; Islanda con Armenia e Cipro; Kazakistan con Andorra, Inghilterra, Francia, Gibilterra, Islanda, Malta, Irlanda del Nord, Portogallo, Irlanda, Scozia, Spagna e Galles.

## Fase a gironi
Il programma delle qualificazioni europee per il campionato mondiale di calcio 2026 prevede che le squadre inserite nei gironi da cinque (gruppi G–L) giochino le prime partite a marzo 2025, oppure giugno se partecipano ai quarti di finale o agli spareggi promozione/retrocessione della UEFA Nations League 2024-2025. Le squadre inserite nei gironi da quattro (gruppi A–F) giocheranno le prime partite a settembre 2025.

### Date
| Fase          | Turno            | Turno            | Date                |
| Fase          | Gruppi A–F       | Gruppi G–L       | Date                |
| ------------- | ---------------- | ---------------- | ------------------- |
| Fase a gironi | –                | Prima giornata   | 21–22 marzo 2025    |
| Fase a gironi | –                | Seconda giornata | 24–25 marzo 2025    |
| Fase a gironi | –                | Terza giornata   | 6–7 giugno 2025     |
| Fase a gironi | –                | Quarta giornata  | 9–10 giugno 2025    |
| Fase a gironi | Quinta giornata  | Quinta giornata  | 4–6 settembre 2025  |
| Fase a gironi | Sesta giornata   | Sesta giornata   | 7–9 settembre 2025  |
| Fase a gironi | Settima giornata | Settima giornata | 9–11 ottobre 2025   |
| Fase a gironi | Ottava giornata  | Ottava giornata  | 12–14 ottobre 2025  |
| Fase a gironi | Nona giornata    | Nona giornata    | 13–15 novembre 2025 |
| Fase a gironi | Decima giornata  | Decima giornata  | 16–18 novembre 2025 |
| Spareggi      | Semifinali       | Semifinali       | 26 marzo 2026       |
| Spareggi      | Finali           | Finali           | 31 marzo 2026       |

### Fasce
| Urna 1 | Urna 2 | Urna 3 | Urna 4 | Urna 5 |
| --- | --- | --- | --- | --- |
| - Spagna (3) - Paesi Bassi (7) - Francia (2) - Croazia (13) - Portogallo (6) - Danimarca (21) - Italia (9) - Germania (10) - Inghilterra (4) - Belgio (8) - Svizzera (20) - Austria (22) | - Ucraina (25) - Svezia (27) - Turchia (28) - Galles (29) - Ungheria (30) - Serbia (32) - Polonia (35) - Romania (38) - Grecia (39) - Slovacchia (41) - Rep. Ceca (42) - Norvegia (43) | - Scozia (45) - Slovenia (55) - Irlanda (60) - Albania (65) - Macedonia del Nord (67) - Georgia (68) - Finlandia (69) - Islanda (70) - Irlanda del Nord (71) - Montenegro (73) - Bosnia ed Erzegovina (74) - Israele (76) | - Bulgaria (82) - Lussemburgo (92) - Bielorussia (98) - Kosovo (99) - Armenia (100) - Kazakistan (110) - Azerbaigian (117) - Estonia (123) - Cipro (130) - Fær Øer (137) - Lettonia (140) - Lituania (142) | - Moldavia (151) - Malta (169) - Andorra (171) - Gibilterra (197) - Liechtenstein (204) - San Marino (210) |

### Gruppo A
| Pos. | Squadra          | Pt | G | V | N | P | GF | GS | DR |
| ---- | ---------------- | -- | - | - | - | - | -- | -- | -- |
| 1.   | Germania         | 0  | 0 | 0 | 0 | 0 | 0  | 0  | 0  |
| 2.   | Slovacchia       | 0  | 0 | 0 | 0 | 0 | 0  | 0  | 0  |
| 3.   | Irlanda del Nord | 0  | 0 | 0 | 0 | 0 | 0  | 0  | 0  |
| 4.   | Lussemburgo      | 0  | 0 | 0 | 0 | 0 | 0  | 0  | 0  |

|                  | Germania (bandiera) | Slovacchia (bandiera) | Irlanda del Nord (bandiera) | Lussemburgo (bandiera) |
| ---------------- | ------------------- | --------------------- | --------------------------- | ---------------------- |
| Germania         |                     | -                     | -                           | -                      |
| Slovacchia       | -                   |                       | -                           | -                      |
| Irlanda del Nord | -                   | -                     |                             | -                      |
| Lussemburgo      | -                   | -                     | -                           |                        |

### Gruppo B
| Pos. | Squadra  | Pt | G | V | N | P | GF | GS | DR |
| ---- | -------- | -- | - | - | - | - | -- | -- | -- |
| 1.   | Svizzera | 0  | 0 | 0 | 0 | 0 | 0  | 0  | 0  |
| 2.   | Svezia   | 0  | 0 | 0 | 0 | 0 | 0  | 0  | 0  |
| 3.   | Slovenia | 0  | 0 | 0 | 0 | 0 | 0  | 0  | 0  |
| 4.   | Kosovo   | 0  | 0 | 0 | 0 | 0 | 0  | 0  | 0  |

|          | Svizzera (bandiera) | Svezia (bandiera) | Slovenia (bandiera) | Kosovo (bandiera) |
| -------- | ------------------- | ----------------- | ------------------- | ----------------- |
| Svizzera |                     | -                 | -                   | -                 |
| Svezia   | -                   |                   | -                   | -                 |
| Slovenia | -                   | -                 |                     | -                 |
| Kosovo   | -                   | -                 | -                   |                   |

### Gruppo C
| Pos. | Squadra     | Pt | G | V | N | P | GF | GS | DR |
| ---- | ----------- | -- | - | - | - | - | -- | -- | -- |
| 1.   | Danimarca   | 0  | 0 | 0 | 0 | 0 | 0  | 0  | 0  |
| 2.   | Grecia      | 0  | 0 | 0 | 0 | 0 | 0  | 0  | 0  |
| 3.   | Scozia      | 0  | 0 | 0 | 0 | 0 | 0  | 0  | 0  |
| 4.   | Bielorussia | 0  | 0 | 0 | 0 | 0 | 0  | 0  | 0  |

|             | Danimarca (bandiera) | Grecia (bandiera) | Scozia (bandiera) | Bielorussia (bandiera) |
| ----------- | -------------------- | ----------------- | ----------------- | ---------------------- |
| Danimarca   |                      | -                 | -                 | -                      |
| Grecia      | -                    |                   | -                 | -                      |
| Scozia      | -                    | -                 |                   | -                      |
| Bielorussia | -                    | -                 | -                 |                        |

### Gruppo D
| Pos. | Squadra     | Pt | G | V | N | P | GF | GS | DR |
| ---- | ----------- | -- | - | - | - | - | -- | -- | -- |
| 1.   | Francia     | 0  | 0 | 0 | 0 | 0 | 0  | 0  | 0  |
| 2.   | Ucraina     | 0  | 0 | 0 | 0 | 0 | 0  | 0  | 0  |
| 3.   | Islanda     | 0  | 0 | 0 | 0 | 0 | 0  | 0  | 0  |
| 4.   | Azerbaigian | 0  | 0 | 0 | 0 | 0 | 0  | 0  | 0  |

|             | Francia (bandiera) | Ucraina (bandiera) | Islanda (bandiera) | Azerbaigian (bandiera) |
| ----------- | ------------------ | ------------------ | ------------------ | ---------------------- |
| Francia     |                    | -                  | -                  | -                      |
| Ucraina     | -                  |                    | -                  | -                      |
| Islanda     | -                  | -                  |                    | -                      |
| Azerbaigian | -                  | -                  | -                  |                        |

### Gruppo E
| Pos. | Squadra  | Pt | G | V | N | P | GF | GS | DR |
| ---- | -------- | -- | - | - | - | - | -- | -- | -- |
| 1.   | Spagna   | 0  | 0 | 0 | 0 | 0 | 0  | 0  | 0  |
| 2.   | Turchia  | 0  | 0 | 0 | 0 | 0 | 0  | 0  | 0  |
| 3.   | Georgia  | 0  | 0 | 0 | 0 | 0 | 0  | 0  | 0  |
| 4.   | Bulgaria | 0  | 0 | 0 | 0 | 0 | 0  | 0  | 0  |

|          | Spagna (bandiera) | Turchia (bandiera) | Georgia (bandiera) | Bulgaria (bandiera) |
| -------- | ----------------- | ------------------ | ------------------ | ------------------- |
| Spagna   |                   | -                  | -                  | -                   |
| Turchia  | -                 |                    | -                  | -                   |
| Georgia  | -                 | -                  |                    | -                   |
| Bulgaria | -                 | -                  | -                  |                     |

### Gruppo F
| Pos. | Squadra    | Pt | G | V | N | P | GF | GS | DR |
| ---- | ---------- | -- | - | - | - | - | -- | -- | -- |
| 1.   | Portogallo | 0  | 0 | 0 | 0 | 0 | 0  | 0  | 0  |
| 2.   | Ungheria   | 0  | 0 | 0 | 0 | 0 | 0  | 0  | 0  |
| 3.   | Irlanda    | 0  | 0 | 0 | 0 | 0 | 0  | 0  | 0  |
| 4.   | Armenia    | 0  | 0 | 0 | 0 | 0 | 0  | 0  | 0  |

|            | Portogallo (bandiera) | Ungheria (bandiera) | Irlanda (bandiera) | Armenia (bandiera) |
| ---------- | --------------------- | ------------------- | ------------------ | ------------------ |
| Portogallo |                       | -                   | -                  | -                  |
| Ungheria   | -                     |                     | -                  | -                  |
| Irlanda    | -                     | -                   |                    | -                  |
| Armenia    | -                     | -                   | -                  |                    |

### Gruppo G
| Pos. | Squadra     | Pt | G | V | N | P | GF | GS | DR  |
| ---- | ----------- | -- | - | - | - | - | -- | -- | --- |
| 1.   | Finlandia   | 7  | 4 | 2 | 1 | 1 | 5  | 5  | 0   |
| 2.   | Paesi Bassi | 6  | 2 | 2 | 0 | 0 | 10 | 0  | +10 |
| 3.   | Polonia     | 6  | 3 | 2 | 0 | 1 | 4  | 2  | +2  |
| 4.   | Lituania    | 2  | 3 | 0 | 2 | 1 | 2  | 3  | -1  |
| 5.   | Malta       | 1  | 4 | 0 | 1 | 3 | 0  | 11 | -11 |

|             | Paesi Bassi (bandiera) | Polonia (bandiera) | Finlandia (bandiera) | Lituania (bandiera) | Malta (bandiera) |
| ----------- | ---------------------- | ------------------ | -------------------- | ------------------- | ---------------- |
| Paesi Bassi |                        | -                  | -                    | -                   | 8 - 0            |
| Polonia     | -                      |                    | -                    | 1 - 0               | 2 - 0            |
| Finlandia   | 0 - 2                  | 2 - 1              |                      | -                   | -                |
| Lituania    | -                      | -                  | 2 - 2                |                     | -                |
| Malta       | -                      | -                  | 0 - 1                | 0 - 0               |                  |

### Gruppo H
| Pos. | Squadra              | Pt | G | V | N | P | GF | GS | DR  |
| ---- | -------------------- | -- | - | - | - | - | -- | -- | --- |
| 1.   | Bosnia ed Erzegovina | 9  | 3 | 3 | 0 | 0 | 4  | 1  | +3  |
| 2.   | Austria              | 6  | 2 | 2 | 0 | 0 | 6  | 1  | +5  |
| 3.   | Romania              | 6  | 4 | 2 | 0 | 2 | 8  | 4  | +4  |
| 4.   | Cipro                | 3  | 3 | 1 | 0 | 2 | 3  | 4  | -1  |
| 5.   | San Marino           | 0  | 4 | 0 | 0 | 4 | 1  | 12 | -11 |

|                      | Austria (bandiera) | Romania (bandiera) | Bosnia ed Erzegovina (bandiera) | Cipro (bandiera) | San Marino (bandiera) |
| -------------------- | ------------------ | ------------------ | ------------------------------- | ---------------- | --------------------- |
| Austria              |                    | 2 - 1              | -                               | -                | -                     |
| Romania              | -                  |                    | 0 - 1                           | 2 - 0            | -                     |
| Bosnia ed Erzegovina | -                  | -                  |                                 | 2 - 1            | 1 - 0                 |
| Cipro                | -                  | -                  | -                               |                  | 2 - 0                 |
| San Marino           | 0 - 4              | 1 - 5              | -                               | -                |                       |

### Gruppo I
| Pos. | Squadra  | Pt | G | V | N | P | GF | GS | DR  |
| ---- | -------- | -- | - | - | - | - | -- | -- | --- |
| 1.   | Norvegia | 12 | 4 | 4 | 0 | 0 | 13 | 2  | +11 |
| 2.   | Israele  | 6  | 3 | 2 | 0 | 1 | 7  | 6  | +1  |
| 3.   | Italia   | 3  | 2 | 1 | 0 | 1 | 2  | 3  | -1  |
| 4.   | Estonia  | 3  | 4 | 1 | 0 | 3 | 5  | 8  | -3  |
| 5.   | Moldavia | 0  | 3 | 0 | 0 | 3 | 2  | 10 | -8  |

|          | Italia (bandiera) | Norvegia (bandiera) | Israele (bandiera) | Estonia (bandiera) | Moldavia (bandiera) |
| -------- | ----------------- | ------------------- | ------------------ | ------------------ | ------------------- |
| Italia   |                   | -                   | -                  | -                  | 2 - 0               |
| Norvegia | 3 - 0             |                     | -                  | -                  | -                   |
| Israele  | -                 | 2 - 4               |                    | 2 - 1              | -                   |
| Estonia  | -                 | 0 - 1               | 1 - 3              |                    | -                   |
| Moldavia | -                 | 0 - 5               | -                  | 2 - 3              |                     |

### Gruppo J
| Pos. | Squadra            | Pt | G | V | N | P | GF | GS | DR |
| ---- | ------------------ | -- | - | - | - | - | -- | -- | -- |
| 1.   | Macedonia del Nord | 8  | 4 | 2 | 2 | 0 | 6  | 2  | +4 |
| 2.   | Galles             | 7  | 4 | 2 | 1 | 1 | 10 | 6  | +4 |
| 3.   | Belgio             | 4  | 2 | 1 | 1 | 0 | 5  | 4  | +1 |
| 4.   | Kazakistan         | 3  | 3 | 1 | 0 | 2 | 3  | 4  | -1 |
| 5.   | Liechtenstein      | 0  | 3 | 0 | 0 | 3 | 0  | 8  | -8 |

|                    | Belgio (bandiera) | Galles (bandiera) | Macedonia del Nord (bandiera) | Kazakistan (bandiera) | Liechtenstein (bandiera) |
| ------------------ | ----------------- | ----------------- | ----------------------------- | --------------------- | ------------------------ |
| Belgio             |                   | 4 - 3             | -                             | -                     | -                        |
| Galles             | -                 |                   | -                             | 3 - 1                 | 3 - 0                    |
| Macedonia del Nord | 1 - 1             | 1 - 1             |                               | -                     | -                        |
| Kazakistan         | -                 | -                 | 0 - 1                         |                       | -                        |
| Liechtenstein      | -                 | -                 | 0 - 3                         | 0 - 2                 |                          |

### Gruppo K
| Pos. | Squadra     | Pt | G | V | N | P | GF | GS | DR |
| ---- | ----------- | -- | - | - | - | - | -- | -- | -- |
| 1.   | Inghilterra | 9  | 3 | 3 | 0 | 0 | 6  | 0  | +6 |
| 2.   | Albania     | 5  | 4 | 1 | 2 | 1 | 4  | 3  | +1 |
| 3.   | Serbia      | 4  | 2 | 1 | 1 | 0 | 3  | 0  | +3 |
| 4.   | Lettonia    | 4  | 3 | 1 | 1 | 1 | 2  | 4  | -2 |
| 5.   | Andorra     | 0  | 4 | 0 | 0 | 4 | 0  | 8  | -8 |

|             | Inghilterra (bandiera) | Serbia (bandiera) | Albania (bandiera) | Lettonia (bandiera) | Andorra (bandiera) |
| ----------- | ---------------------- | ----------------- | ------------------ | ------------------- | ------------------ |
| Inghilterra |                        | -                 | 2 - 0              | 3 - 0               | -                  |
| Serbia      | -                      |                   | -                  | -                   | 3 - 0              |
| Albania     | -                      | 0 - 0             |                    | -                   | 3 - 0              |
| Lettonia    | -                      | -                 | 1 - 1              |                     | -                  |
| Andorra     | 0 - 1                  | -                 | -                  | 0 - 1               |                    |

### Gruppo L
| Pos. | Squadra    | Pt | G | V | N | P | GF | GS | DR  |
| ---- | ---------- | -- | - | - | - | - | -- | -- | --- |
| 1.   | Rep. Ceca  | 9  | 4 | 3 | 0 | 1 | 9  | 6  | +3  |
| 2.   | Croazia    | 6  | 2 | 2 | 0 | 0 | 12 | 1  | +11 |
| 3.   | Montenegro | 6  | 3 | 2 | 0 | 1 | 4  | 3  | +1  |
| 4.   | Fær Øer    | 3  | 3 | 1 | 0 | 2 | 3  | 4  | -1  |
| 5.   | Gibilterra | 0  | 4 | 0 | 0 | 4 | 2  | 16 | -14 |

|            | Croazia (bandiera) | Rep. Ceca (bandiera) | Montenegro (bandiera) | Fær Øer (bandiera) | Gibilterra (bandiera) |
| ---------- | ------------------ | -------------------- | --------------------- | ------------------ | --------------------- |
| Croazia    |                    | 5 - 1                | -                     | -                  | -                     |
| Rep. Ceca  | -                  |                      | 2 - 0                 | 2 - 1              | -                     |
| Montenegro | -                  | -                    |                       | 1 - 0              | 3 - 1                 |
| Fær Øer    | -                  | -                    | -                     |                    | 2 - 1                 |
| Gibilterra | 0 - 7              | 0 - 4                | -                     | -                  |                       |

## Turno di spareggio
Sedici squadre accedono agli spareggi. Come nella precedente edizione, non tutte le partecipanti sono decise esclusivamente sui risultati del primo turno. Quattro dei sedici posti saranno assegnati sulla base della classifica generale della UEFA Nations League 2024-2025. Le 16 squadre saranno divise in 4 gruppi da 4 squadre, dove si affronteranno in gare a eliminazione diretta (semifinali e finale), e le quattro vincitrici si qualificheranno al campionato mondiale.

### Seconde classificate
Le dodici seconde classificate del primo turno UEFA si qualificano agli spareggi. In questa classifica si escludono i punti ottenuti contro la quinta classificata dei gironi composti da cinque squadre, per un totale di sei incontri per squadra. In base ai risultati della fase a gironi di qualificazione, le otto squadre meglio classificate saranno teste di serie nel sorteggio delle semifinali, mentre le ultime quattro non saranno teste di serie.
| Pos. | Gr | Squadra     | Pt | G | V | N | P | GF | GS | DR  |
| ---- | -- | ----------- | -- | - | - | - | - | -- | -- | --- |
| 1.   | J  | Galles      | 7  | 3 | 2 | 1 | 0 | 7  | 2  | +5  |
| 2.   | L  | Croazia     | 6  | 2 | 2 | 0 | 0 | 12 | 1  | +11 |
| 3.   | G  | Paesi Bassi | 6  | 2 | 2 | 0 | 0 | 10 | 0  | +10 |
| 4.   | H  | Austria     | 6  | 2 | 2 | 0 | 0 | 6  | 1  | +5  |
| 5.   | I  | Israele     | 6  | 3 | 2 | 0 | 1 | 7  | 6  | +1  |
| 6.   | K  | Albania     | 5  | 4 | 1 | 2 | 1 | 4  | 3  | +1  |
| 7.   |    |             | 0  | 0 | 0 | 0 | 0 | 0  | 0  | 0   |
| 8.   |    |             | 0  | 0 | 0 | 0 | 0 | 0  | 0  | 0   |
| 9.   |    |             | 0  | 0 | 0 | 0 | 0 | 0  | 0  | 0   |
| 10.  |    |             | 0  | 0 | 0 | 0 | 0 | 0  | 0  | 0   |
| 11.  |    |             | 0  | 0 | 0 | 0 | 0 | 0  | 0  | 0   |
| 12.  |    |             | 0  | 0 | 0 | 0 | 0 | 0  | 0  | 0   |

Legenda:
      Teste di serie
      Non teste di serie

### Vincitori dei gironi della UEFA Nations League
In base alla classifica generale della UEFA Nations League 2024-2025, le quattro migliori vincitrici dei gironi della UEFA Nations League che sono finite fuori dalle prime due del loro gruppo di qualificazione accedono agli spareggi e non saranno teste di serie nel sorteggio delle semifinali.
| \| UNL \| Rank \| Squadra \| Gruppo \| \| --- \| ---- \| ------------------ \| ------ \| \| A \| 1 \| Spagna \| E \| \| A \| 2 \| Germania \| A \| \| A \| 3 \| Portogallo \| F \| \| A \| 4 \| Francia \| D \| \| B \| 17 \| Inghilterra \| K \| \| B \| 18 \| Norvegia \| I \| \| B \| 19 \| Galles \| J \| \| B \| 20 \| Rep. Ceca \| L \| \| C \| 33 \| Romania \| H \| \| C \| 34 \| Svezia \| B \| \| C \| 35 \| Macedonia del Nord \| J \| \| C \| 36 \| Irlanda del Nord \| A \| \| D \| 49 \| Moldavia \| I \| \| D \| 50 \| San Marino \| H \| |      |                    |        |
| UNL | Rank | Squadra            | Gruppo |
| A | 1    | Spagna             | E      |
| A | 2    | Germania           | A      |
| A | 3    | Portogallo         | F      |
| A | 4    | Francia            | D      |
| B | 17   | Inghilterra        | K      |
| B | 18   | Norvegia           | I      |
| B | 19   | Galles             | J      |
| B | 20   | Rep. Ceca          | L      |
| C | 33   | Romania            | H      |
| C | 34   | Svezia             | B      |
| C | 35   | Macedonia del Nord | J      |
| C | 36   | Irlanda del Nord   | A      |
| D | 49   | Moldavia           | I      |
| D | 50   | San Marino         | H      |

Legenda:
      Qualificate alla fase finale
      Qualificate agli spareggi come seconde nel girone di qualificazione
      Qualificate agli spareggi tramite la UEFA Nations League
      Eliminate

### Fasce
| Nazionale | Pos. |
| --------- | ---- |
|           | 1.   |
|           | 2.   |
|           | 3.   |
|           | 4.   |
|           | 5.   |
|           | 6.   |
|           | 7.   |
|           | 8.   |

| Nazionale | Pos. |
| --------- | ---- |
|           | 9.   |
|           | 10.  |
|           | 11.  |
|           | 12.  |
|           | UNL. |
|           | UNL. |
|           | UNL. |
|           | UNL. |

### Risultati

#### Percorso A
| Squadra 1  | Risultato | Squadra 2 |
| ---------- | --------- | --------- |
| Semifinali |           |           |
|            | -         |           |
|            | -         |           |
| Finale     |           |           |
|            | -         |           |

#### Percorso B
| Squadra 1  | Risultato | Squadra 2 |
| ---------- | --------- | --------- |
| Semifinali |           |           |
|            | -         |           |
|            | -         |           |
| Finale     |           |           |
|            | -         |           |

#### Percorso C
| Squadra 1  | Risultato | Squadra 2 |
| ---------- | --------- | --------- |
| Semifinali |           |           |
|            | -         |           |
|            | -         |           |
| Finale     |           |           |
|            | -         |           |

#### Percorso D
| Squadra 1  | Risultato | Squadra 2 |
| ---------- | --------- | --------- |
| Semifinali |           |           |
|            | -         |           |
|            | -         |           |
| Finale     |           |           |
|            | -         |           |